# Beauficel-en-Lyons
Beauficel-en-Lyons is een gemeente in het Franse departement Eure (regio Normandië) en telt 185 inwoners (1999). De plaats maakt deel uit van het arrondissement Les Andelys.

## Geografie
De oppervlakte van Beauficel-en-Lyons bedraagt 7,1 km², de bevolkingsdichtheid is 26,1 inwoners per km².
De onderstaande kaart toont de ligging van Beauficel-en-Lyons met de belangrijkste infrastructuur en aangrenzende gemeenten.

## Demografie
Onderstaande figuur toont het verloop van het inwonertal (bron: INSEE-tellingen).